# إبراهيم بن عبد اللطيف آل الشيخ مبارك
إبراهيم بن عبد اللطيف بن مبارك آل الشيخ مبارك (1849 - 1932 م) (1265 - 1351 هـ) فقيه مالكي ومدرس ديني سعودي.ولد في الأحساء ونشأ بها في عائلة معروفة وهي آل الشيخ مبارك. آل أمر أسرته إليه بعد وفاة والده وأخيه عبد الله. فوضته الدولة العثمانية بإصدار فتاوى ولم يتولى القضاء ولكن لديه بعض الوثائق التي حررها. قام بالتدريس في جميع مدارس والده، وأسست له مدرسة جديدة في الهوف سنة  1887 باسم مدرسة الشريفة. توفي في مسقط رأسه. 

## سيرته
هو إبراهيم بن عبد اللطيف بن مبارك آل الشيخ مبارك، ولد سنة 1265 هـ/ 1849 م في الهفوف الأحساء في عائلة معروفة وهي آل الشيخ مبارك. تلقى على والده وغيرهم من علماء الأحساء.

آل أمر أسرته إليه بعد وفاة والده في 1285 هـ/ 1868 م وأخيه عبد الله، فنال مكانة عالية فأشتهر بين شخصيات مسلمة أحسائية. أذنت له الدولة العثمانية بالإفتاء ولم يتول قضاء، ولكن له بعض الوثائق التي حررها.

### في التدريس
تولى بعد أخيه التدريس في جميع مدارس والده، وأسست له مدرسة جديدة في 1305 هـ/ 1887 م وهي مدرسة الشريفة. وقد تخرج عليه عدد من طلبة، منهم من أسرته، ابناه محمد وعبد اللطيف وحفيده عبد العزير بن عبد اللطيف، ومبارك بن عبد اللطيف ومن خارج أسرته، عبد العزيز بن صالح العجلي وعبد الرحمن بن مهزع وعبد اللطيف بن سعد وعبد الله الصحاف ومحمد بن عبد العزيز الملحم وعبد الله بن فهد أبو شبيب وأحمد بن عمير وأحمد بن سعد المهيني وعبد الله بن عمر بن دهيش وعبد العزيز بن عمر بن عكاس وعبد الرحمن البراهيم الملحم. ومحمد بن عبد العزيز المتين وعبد الرحمن بن أحمد السليم الماجد وغيرهم.

## وفاته
توفي في عام 1351 هـ/ 1932 م وحضر جنازته علماء وأعلام، ورُثي بأكثر من عشرين قصيدة. ممن رثاه عبد العزيز العلجي بقصيدة مطلعها :تنكّرت الأحساء يوم وفاته/ فسكانها حيرى وأرجاؤها غبرى.

في 28 أبريل 2006 أقامت  ثلاثائية العفالق  أمسية حول شخصيته. 